# Principado de Jarán
Jarán fue un Estado tributario protegido del Baluchistán, feudo nominal del kanato de Kalat e independiente, situación de este hecho que fue confirmado en 1940. Jarán se unió a Pakistán el 17 de marzo de 1948 y el 3 de octubre de 1952 pasó a formar parte de la Unión de Estados de Baluchistán. El 14 de octubre de 1955 los pakistaníes anexaron el Estado y formó parte de la provincia de Pakistán Occidental. Restablecido el sistema provincial en 1970, formó el distrito de Jarán dentro de la provincia de Baluchistán. Hay varias tumbas atribuidas a los maliks kayánidas, los mejores conservados en Guachig, Deguar. Se han encontrado inscripciones cúficas en Yalguar y Kallag.

## Geografía

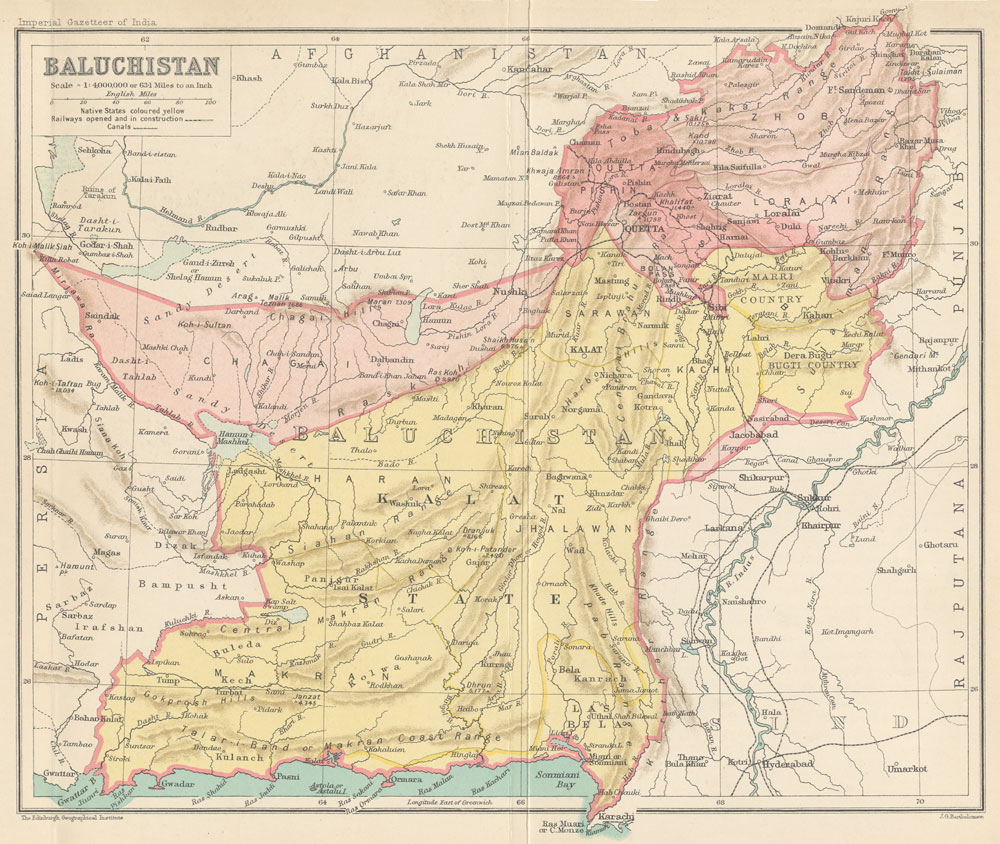
Mapa de Baluchistán.

La superficie era de 36 804 km². Era una llanura irregular con alturas hasta cerca de los 800 metros al oeste y hasta 500 metros al este. Tenía al norte las montañas Ras Koh, al sur la cordillera Siahan, al este las montañas Garr (de Yalahuan) y al oeste la frontera con Persia o Irán. Aunque a menudo se cree que es un territorio desértico, una buena parte está cultivada, especialmente cerca de los ríos Baddo y Mashkel. Otros ríos a considerar son el Garruk o Sarap y el Korakán. 
La población era de unas 19 000 personas sobre 1900, pero en esta época se piensa que hubo una emigración de unos cinco mil nómadas. Sólo había 20 villas permanentes y la principal villa era Shahrikarez, también llamada Jarán Kalat, con 1500 habitantes. La lengua habitual era el baluchi. El pueblo se denominaba a sí mismo «kajshani» pero solo aplicaba al grupo mayoritario. Había otros grupos minoritarios, los principales eran los musulmanes hasnís, los kambranis, los gurgnaris, los chanals y los loris. La clase o clan dominante de los Nausherwanis la formaban nueve familias. En cuanto a la religión, la mayor parte de los habitantes eran musulmanes suníes.
Administrativamente el país estaba dividido en seis niabats gobernados cada uno por un naib: 
- Jarán (con Sarahuán)
- Guash
- Shimshan (con Salambek)
- Hurmagai (con Yalhuar)
- Mashkel
- Huashuk (con Palantak)

Tenía además dos enclaves en Makrán: Raghai y Rajshan; y enclaves menores en Jhalawan (Panjgur, Mashkai, y otros).
La economía del soberano estaba basada en el subsidio británico y su participación en la cosecha de granos, las tasas sobre las casas, tierras y rebaños, las multas, la propiedad no reclamada y los derechos de transit.

## Bandera
Rectangular dividida en tres franjas horizontales, moratón claro encima, rojo en el centro y verde a la parte inferior; cerca del vuelo de la franja azul, media luna y estrella blancas.

## Ejército
La orden era mantenida por una fuerza de 450 hombres armados con espadas y mosquetes; de estos hombres unos 170 forman la guarnición de Deguar, que controla las incursiones de los damanis del otro lado de la frontera persa y 69 estaban estacionados a los enclaves de Raghai y Rajshán. Todos los guerreros tribales podían ser llamados por los servicios militares y los que vivían cerca de Shahrikarez tenían que tener preparados por cualquier emergencia agua, un par de sandalias y una bolsa con ocho libras de harina. El Estado disponía de tres cañones y un mortero.

## Lista de emires
- Comer II
- Shahdad I
- Rahmat
- Purdil 1711-1747
- Abbas Khan II 1747
- Shahdad II 1747-1759
- Desconocidos 1759-1796
- Jahangir 1796-1810?
- Abbas Khan III 1810? -1833
- Azad Khan 1833-1885
- Nowruz Khan 1885-1909
- Mohammad Yakub Khan 1909-1911
- Habibullah Khan 1911-1955